# Крыночка (источник)
Крыночка (пол. Krynoczka) — родник в Беловежской пуще в 3 км от Хайнувки, почитаемый православными христианами и являющийся местом паломничества.
По преданию, в XIII веке монахи Киево-Печерской лавры, спасаясь от татар, основали скит возле источника. С давних времён это место называлось урочищем Медное, по названию протекающего рядом ручья.
В 1820-х годах над источником был сооружён колодец из бетонных колец, а гать из досок заменена на дамбу. В 1831 году власти обратили внимание на целебный источник. Комиссия, проводившая исследование воды, обнаружила в ней серу и железо. Существовали планы открытия здесь санатория, но они не были реализованы. В 1848 году возле источника открыта церковь Святых Братьев Маккавейских. В XIX веке службы проводились только на день святых братьев Маккавеев и праздник Воздвижения Креста Господня, а с 1894 года также и на второй день Пятидесятницы.
После Второй мировой войны территория, на которой находится источник, была отдана военным. В 1955 году они предложили перенести церковь в соседнюю деревню Липины, а воду пустить по трубам, но тогдашний настоятель Антоний Голуб отклонил это предложение. В течение многих лет посещение святыни было возможно только поодиночке, групповое паломничество запрещалось. С 1997 года Крыночка вновь является местом паломничества.
Паломничество к святыне традиционно совершается на второй и третий день Пятидесятницы.

## Галерея

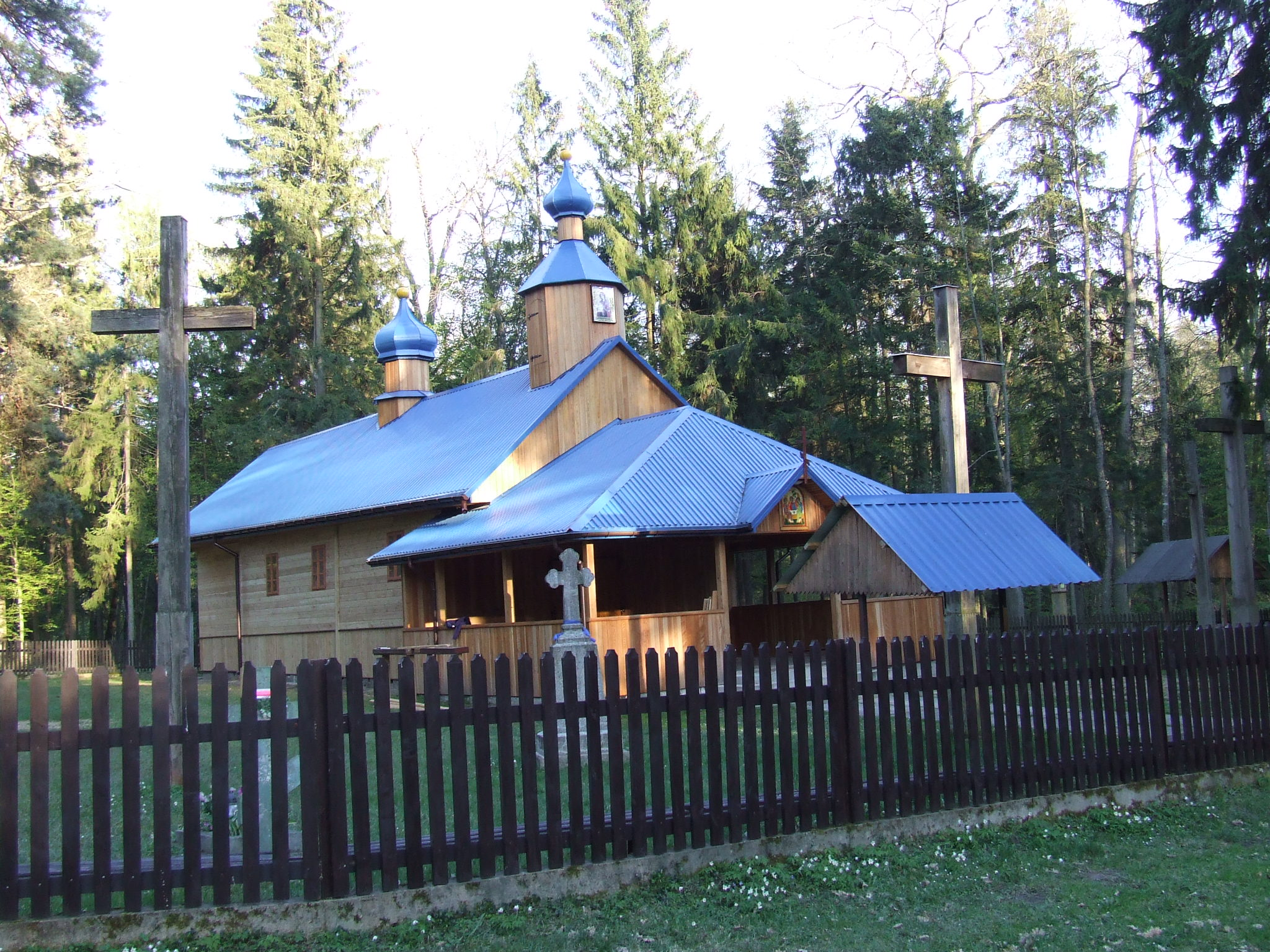
Церковь Святых Братьев Маккавеев
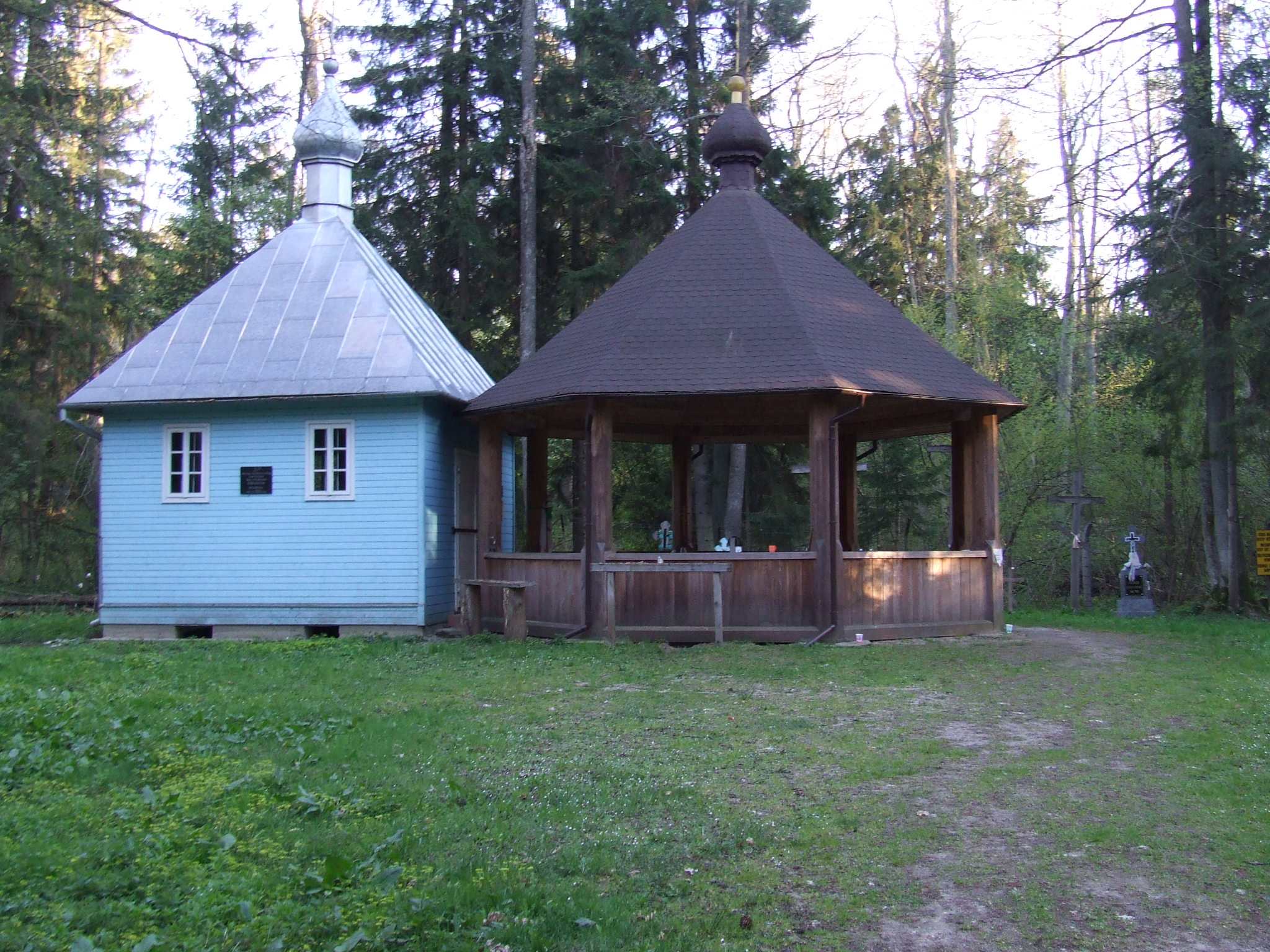
Часовня и навес над колодцем
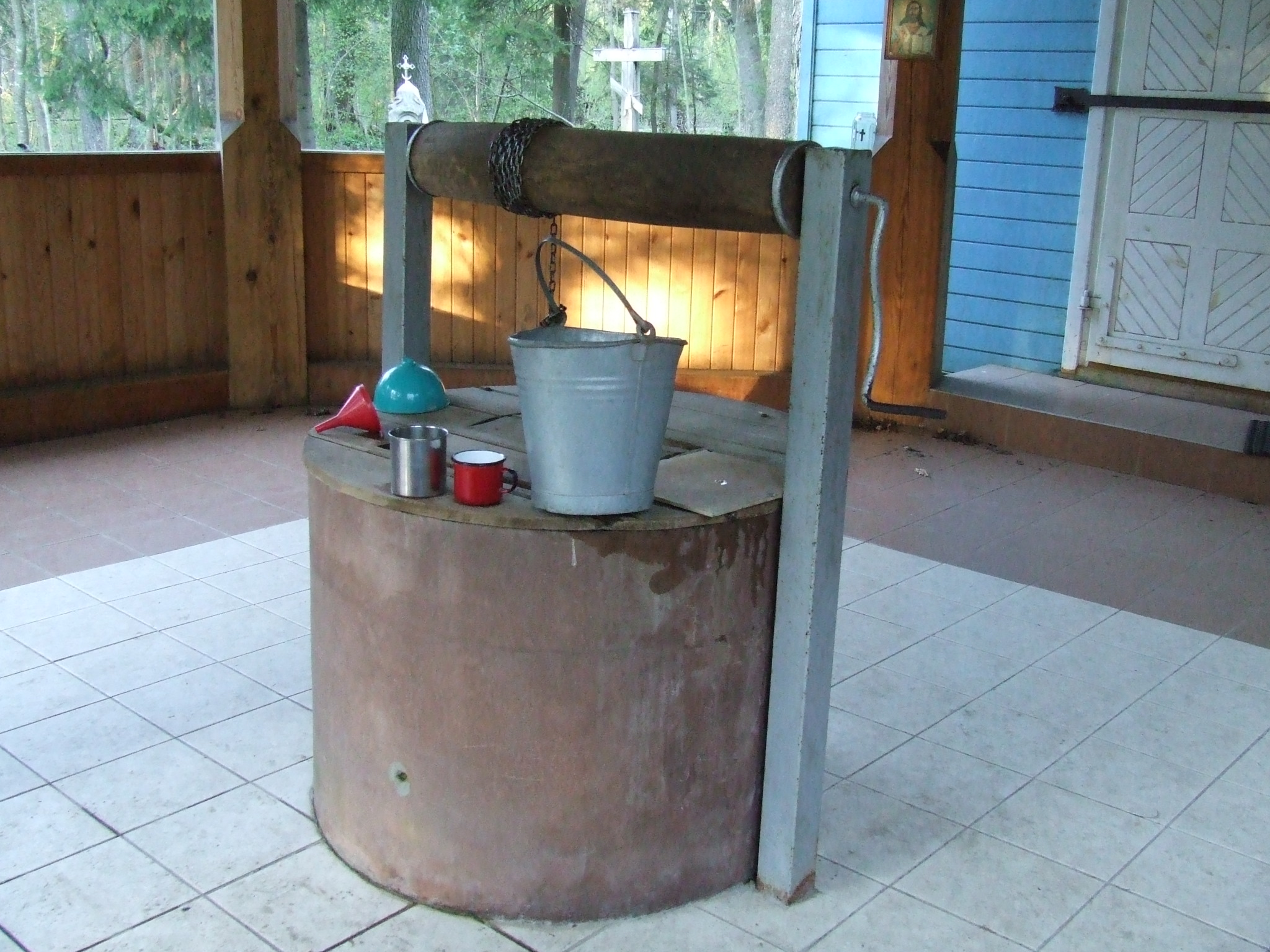
Колодец